# 圣弥额尔堂 (科尔多瓦)

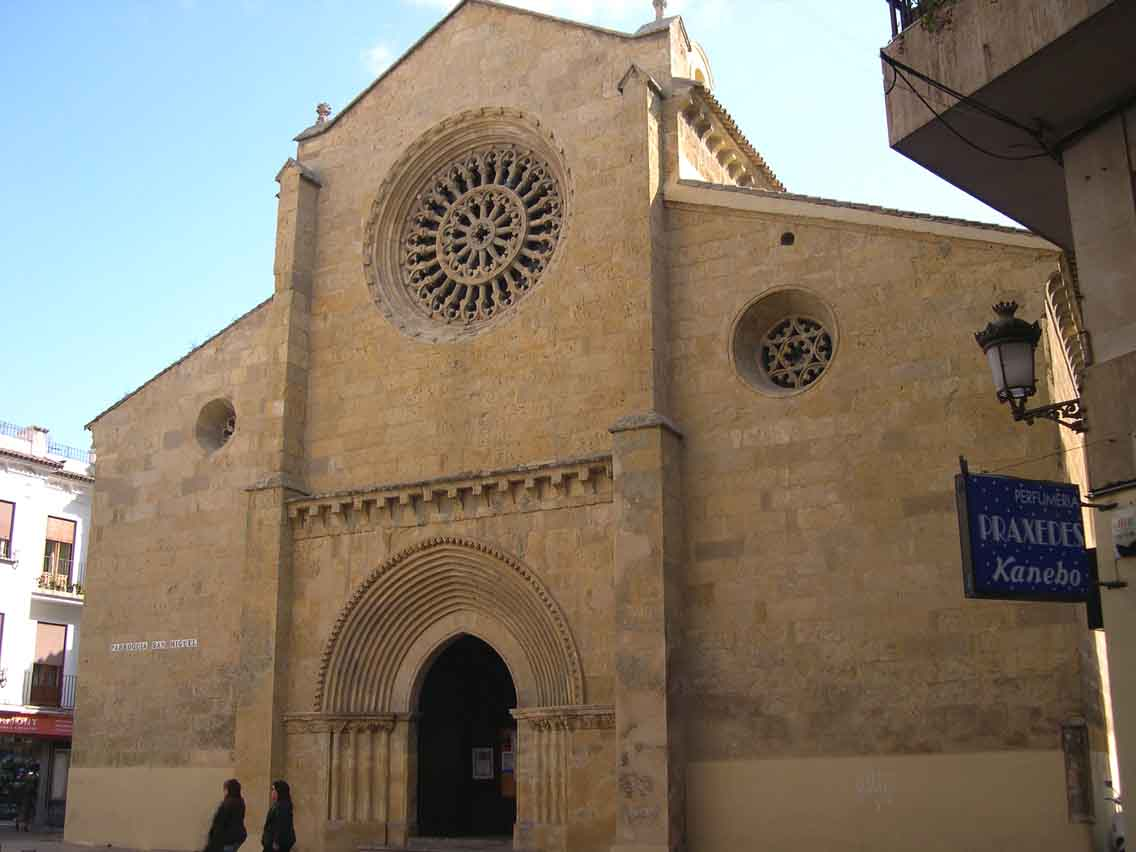
圣弥额尔堂

圣弥额尔堂（Iglesia de San Miguel）是西班牙南部城市科尔多瓦的一座罗马天主教教堂，它是费尔南多三世在13世纪初征服该市后修建的十二座教堂之一。它在1931年被宣布为国家历史文物。
圣弥额尔堂属于罗曼式建筑和哥特式建筑之间过渡性的风格。采用了方形平面，有一个通廊，两个走道，一个后殿，没有耳堂。通廊有藻井天花板。
大理石正祭台建于18世纪，一个侧门有马蹄拱，也许追溯至哈里发时代。